# T.A.P.O.A.F.O.M.
 (décembre 2022).
Si vous disposez d'ouvrages ou d'articles de référence ou si vous connaissez des sites web de qualité traitant du thème abordé ici, merci de compléter l'article en donnant les références utiles à sa vérifiabilité et en les liant à la section « Notes et références ».
T.A.P.O.A.F.O.M. (The Awesome Power Of A Fully Operational Mothership) est le septième album de George Clinton avec son groupe P-Funk All-Stars, sorti chez Sony Music Entertainment Inc. en 1996.

## Liste des titres
1. If Anybody Gets Funked Up (It's Gonna Be You) feat Erick Sermon et MC Breed
2. Summer Swim
3. Funky Kind (Gonna Knock It Down)
4. Mathematics
5. Hard As Steel
6. New Spaceship feat Charlie Wilson
7. Underground Angel
8. Let's Get Funky
9. Flatman & Bobbin
10. Sloppy Seconds Feat Bootsy Collins et Bernie Worrell
11. Rock the Party
12. Get Your Funk On
13. T.A.P.O.A.F.O.M. (Fly Away)
14. If Anybody Gets Funked Up (It's Gonna Be You) (Colin Wolfe Mix)